# Glyceria notata
Il gramignone minore (Glyceria notata Chevall., 1827) è una pianta angiosperma monocotiledone appartenente alla famiglia delle Poacee (sottofamiglia Pooideae).

## Etimologia
Il nome generico (Glyceria) deriva da una parola greca (glykeros o glukeroj) il cui significato è "dolce" e si riferisce alla dolcezza del grano della specie Glyceria fluitans. L'epiteto specifico (notata) ha vari significati: distinto, maculato,  annotato, segnato e in genere indica qualche particolare caratteristica della pianta.
Il nome scientifico è stato definito dal medico e botanico francese François Fulgis Chevallier (1796 – 1840) nella pubblicazione "Flore Generale des Environs de Paris" (Fl. Gen. Env. Paris 2(1): 174 (-175). 1827) del 1827.

## Descrizione

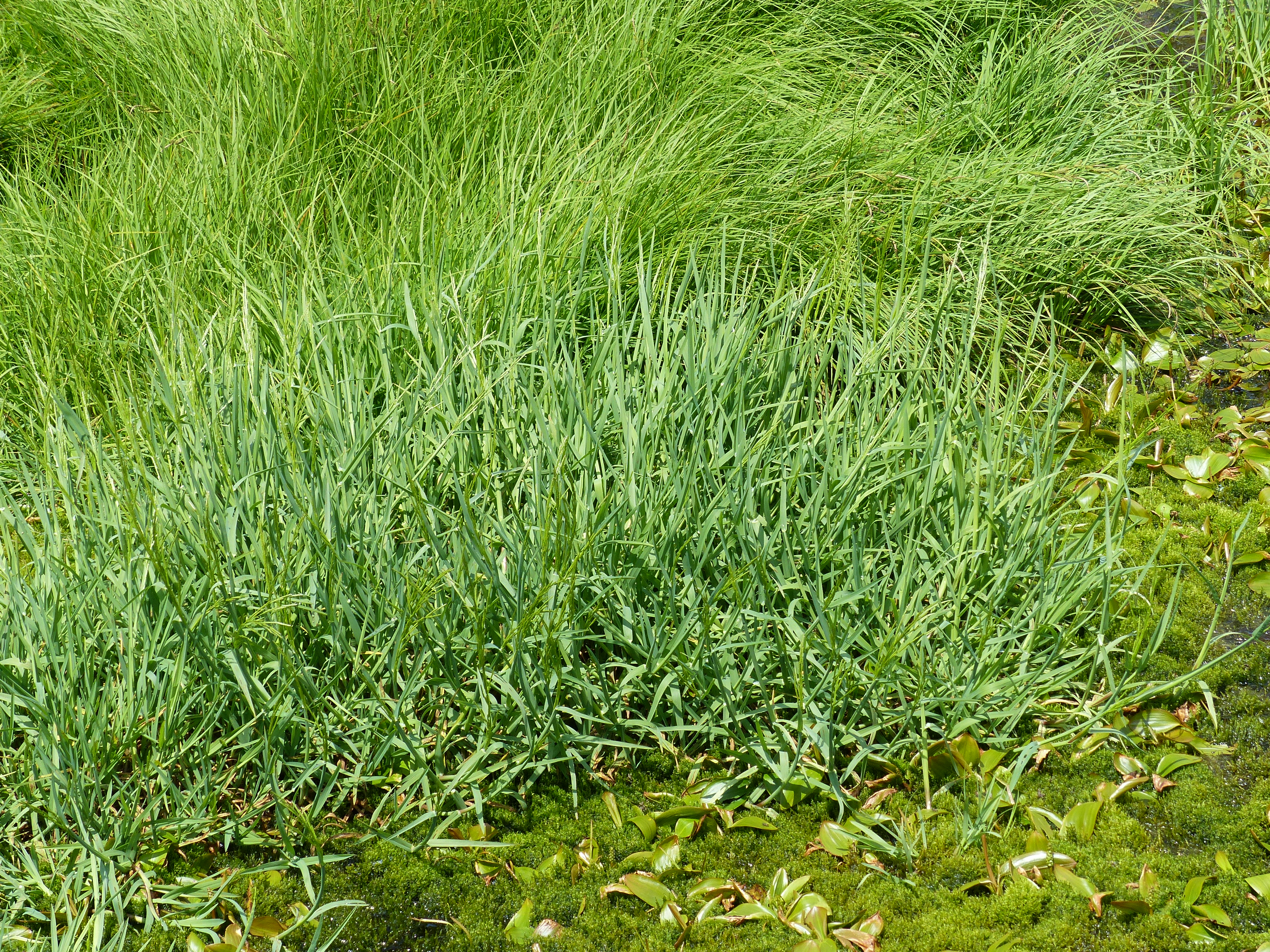
Il portamento

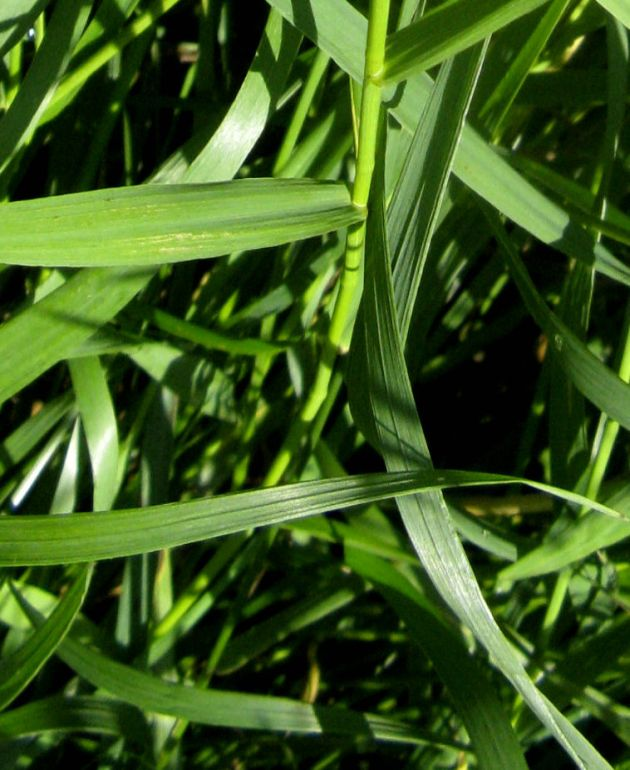
Le foglie

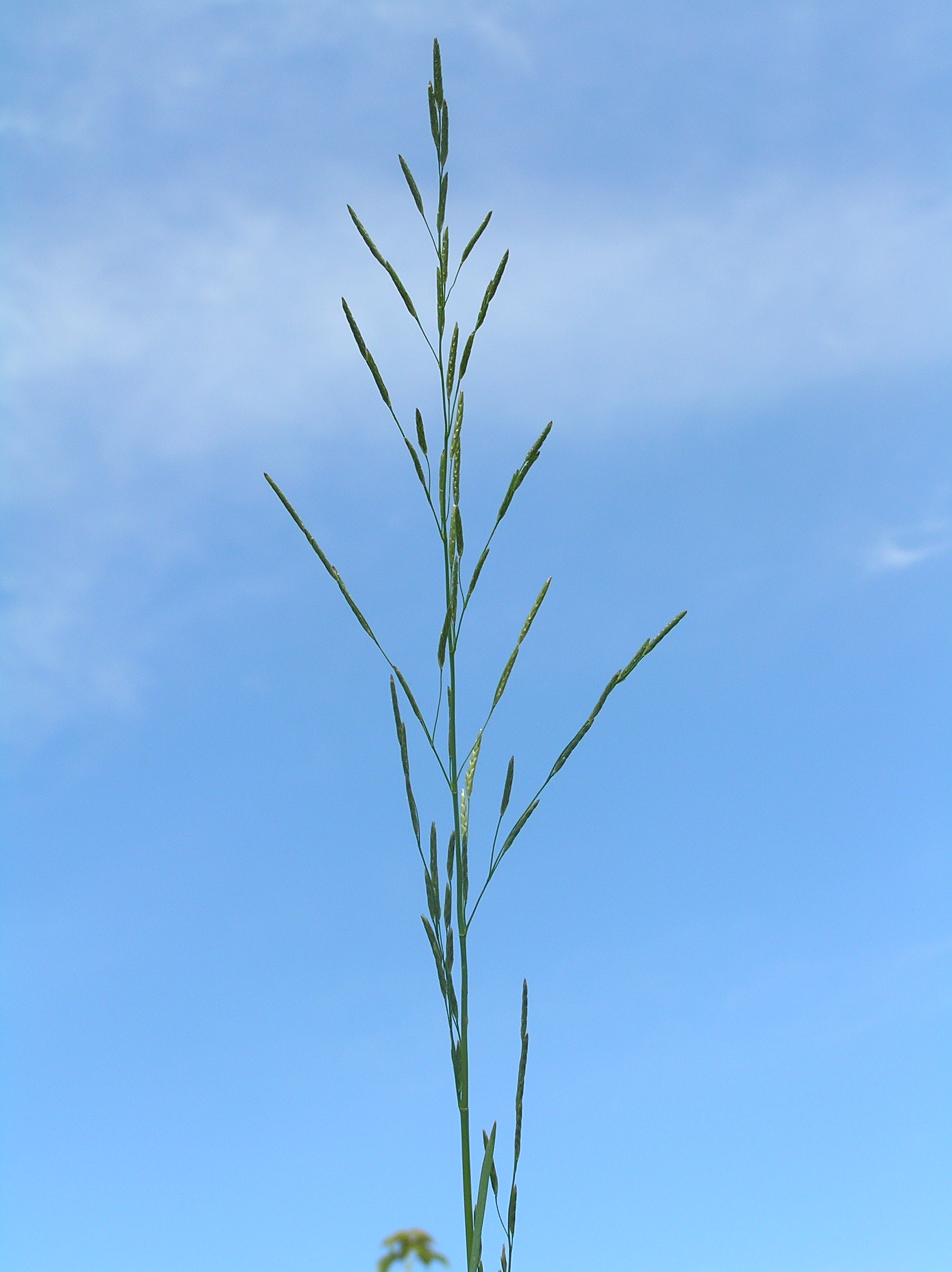
Infiorescenza

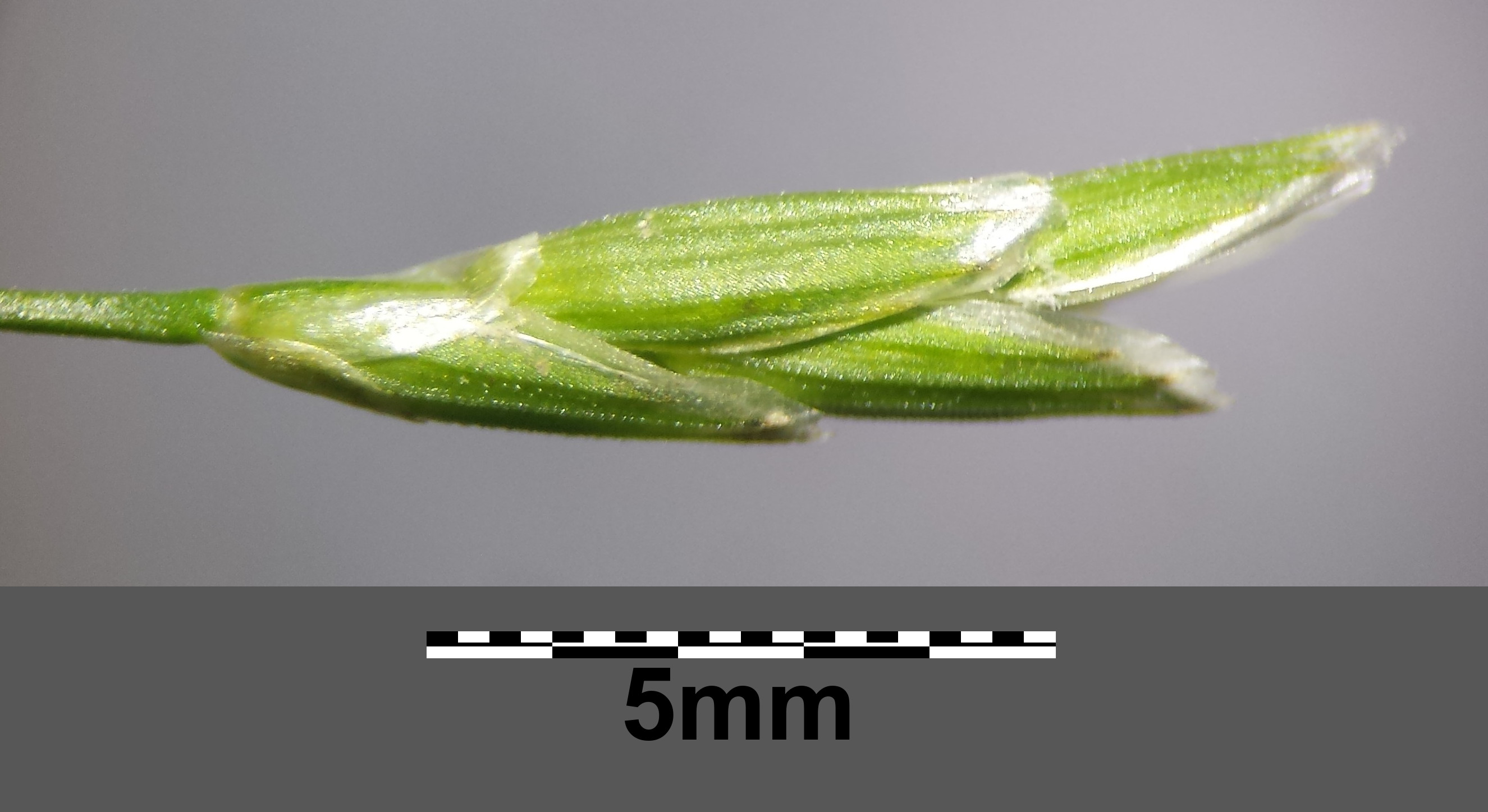
Spighetta

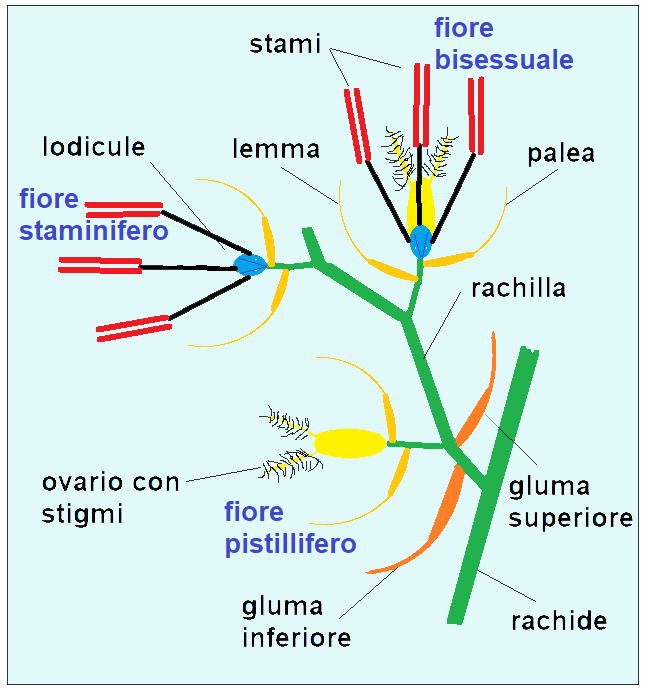
Spighetta generica con tre fiori diversi

Queste piante arrivano ad una altezza di 2 - 10 dm (diametro 3 – 6 mm) e formano delle macchie sciolte. La forma biologica prevalente è geofita rizomatosa (G rhiz), ossia piante perenni erbacee che portano le gemme in posizione sotterranea; durante la stagione avversa non presentano organi aerei e le gemme si trovano in organi sotterranei come bulbi, tuberi e rizomi, fusti sotterranei dai quali, ogni anno, si dipartono radici e fusti aerei. In queste piante è presente anche la forma biologica idrofita radicante (I rad), sono piante acquatiche perenni le cui gemme si trovano sommerse o natanti e con un apparato radicale che le ancora al fondale. Non sono presenti i micropeli.

### Radici
Le radici sono secondarie da rizomi striscianti.

### Fusto
La parte aerea del fusto (il culmo) è ascendente (con base prostrata), gracile e fogliosa fino all'infiorescenza. I culmi sono spugnosi. Ai nodi inferiori sono presenti dei radicamenti.

### Foglie
Le foglie lungo il culmo sono disposte in modo alterno, sono distiche e si originano dai vari nodi. Sono composte da una guaina, una ligula e una lamina. Le venature sono parallelinervie e trasversali (appena visibili). Non sono presenti i pseudopiccioli e, nell'epidermide delle foglia, le papille.
- Guaina: la guaina è abbracciante il fusto, è carenata, scabra nella parte superiore e priva di auricole. Le guaine sono più lunghe degli internodi.
- Ligula: la ligula è membranosa (raramente cigliata); è tronca o acuta ed è lunga 4 – 6 mm.
- Lamina: la forma è lineare, piatta e conduplicata con bordi ruvido-taglienti e apici acuti. La lamina può essere piegata e flaccida. La superficie abassiale è liscia o scabra; quella adassiale è scabra. La colorazione è verde o grigio-verde. Dimensioni della lamina: larghezza: 4 – 10 mm; lunghezza 6 – 30 cm.

### Infiorescenza
Infiorescenza principale (sinfiorescenza o semplicemente spiga): le infiorescenze, ramificate, ascellari e terminali, formate da diverse spighette (fino a 15 nei rami più lunghi), hanno la forma di una pannocchia stretta, lineare e povera (è più o meno lanceolata all'inizio; ovata a maturità). I 2 - 5 rami inferiori sono riuniti. La fillotassi dell'inflorescenza inizialmente è a due livelli, anche se le successive ramificazioni la fa apparire a spirale. Dimensione dell'infiorescenza: 10 – 40 cm.

### Spighette
Infiorescenza secondaria (o spighetta): le spighette, distanziate ed erette, con forme lineari oblunghe, cilindriche o leggermente compresse lateralmente, sottese da due brattee distiche chiamate glume (inferiore e superiore), sono formate da 5 - 16 fiori. Possono essere presenti dei fiori sterili; in questo caso sono in posizione distale rispetto a quelli fertili. Il colore delle spighette è verde grigiastro o violaceo. Alla base di ogni fiore sono presenti due brattee: la palea (un profillo) e il lemma. La disarticolazione avviene con la rottura a maturità della rachilla tra i fiori o sopra le glume. Lunghezza della spighetta: 10 – 25 mm. Dimensione dei fiori: larghezza 2 – 3 mm; lunghezza 18 – 25 mm. 
- Glume: le glume, persistenti, sono lunghe 3 e 4 mm; la forma è ovata (con apice arrotondato) e la consistenza è membranosa. Sono percorse da una venatura longitudinale.
- Palea: la superficie della palea si presenta con alcune venature ed è cigliata e strettamente alata; la fascia mediana è ialina lunga come le costole laterali e formante una insenatura apicale di 0,1 - 0,2 mm (ossia l'apice è bi-denticolato).
- Lemma: il lemma è lungo 3,5 - 4,5 mm; la forma è largamente ellittica o obovato-oblunga; la superficie si presenta con delle nervature molto rilevanti; l'apice è dentellato irregolarmente (dentelli ottusi). La consistenza è erbacea. Possiede 7 venature longitudinali.

### Fiore
I fiori fertili sono attinomorfi formati da 3 verticilli: perianzio ridotto, androceo  e gineceo.
- Formula fiorale:[9]

- , P 2, A (1-)3(-6), G (2–3) supero, cariosside.

- Il perianzio è ridotto e formato da due lodicule, delle squame traslucide, poco visibili (forse relitto di un verticillo di 3 sepali).
- L'androceo è composto da 3 stami ognuno con un breve filamento libero, una antera sagittata e due teche. Le antere, gialle, sono basifisse con deiscenza laterale. Il polline è monoporato. Dimensione delle antere: 0,8 - 1,4 mm.
- Il gineceo è composto da 3-(2) carpelli connati formanti un ovario supero. L'ovario, glabro, ha un solo loculo con un solo ovulo subapicale (o quasi basale). L'ovulo è anfitropo e semianatropo e tenuinucellato o crassinucellato. Lo stilo, allungato e persistente, è unico con due stigmi papillosi e distinti.
- Fioritura: da maggio a agosto (settembre).

### Frutti
I frutti sono del tipo cariosside, ossia sono dei piccoli chicchi indeiscenti, con forme ellissoidali, nei quali il pericarpo è formato da una sottile parete che circonda il singolo seme. In particolare il pericarpo è fuso al seme ed è aderente. L'endocarpo non è indurito e l'ilo è lungo e lineare. L'embrione è piccolo e provvisto di epiblasto ha un solo cotiledone altamente modificato (scutello senza fessura) in posizione laterale. I margini embrionali della foglia non si sovrappongono.

## Biologia
Come gran parte delle Poaceae, le piante di questa specie si riproducono per impollinazione anemogama. Gli stigmi più o meno piumosi sono una caratteristica importante per catturare meglio il polline aereo. 
La dispersione dei semi avviene inizialmente a opera del vento (dispersione anemocora) e una volta giunti a terra grazie all'azione di insetti come le formiche (mirmecoria).

## Distribuzione e habitat

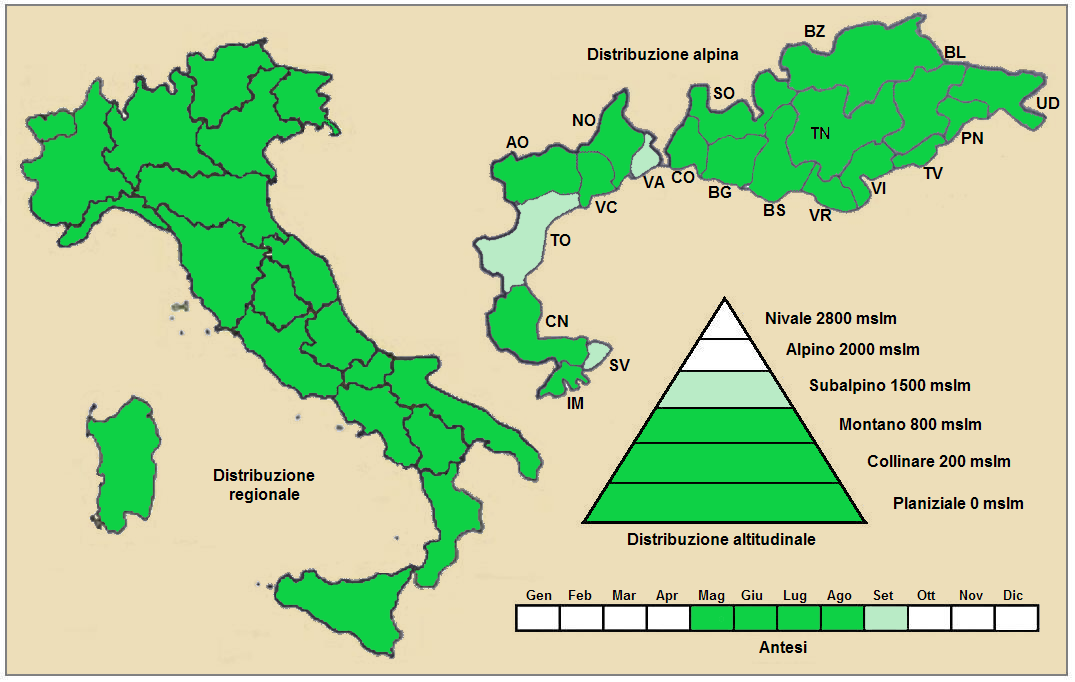
Distribuzione della pianta
(Distribuzione regionale – Distribuzione alpina)

- Geoelemento: il tipo corologico (area di origine) è Subcosmopolita.
- Distribuzione: in Italia è una specie comune, e si trova ovunque (un po' meno nel Meridione). Nelle Alpi è meno presente nella parte occidentale. Sugli altri rilievi europei collegati alle Alpi si trova nella Foresta Nera, Vosgi, Massiccio del Giura, Massiccio Centrale, Pirenei e Carpazi.[16] Nel resto dell'Europa e dell'areale del Mediterraneo questa specie si trova dalla penisola Iberica alla Russia; è presente anche nella Transcaucasia, in Anatolia nell'Asia mediterranea e nel Magreb.[17]
- Habitat: gli habitat tipici per questa pianta sono le paludi, i fossati e le sponde dei corsi d'acqua. Il substrato preferito è calcareo ma anche siliceo con pH basico, alti valori nutrizionali del terreno che deve essere bagnato.[16]
- Distribuzione altitudinale: sui rilievi queste piante si possono trovare fino a 1.800 m s.l.m.; nelle Alpi frequentano quindi i seguenti piani vegetazionali: collinare, montano e in parte quello subalpino (oltre a quello planiziale – a livello del mare).

## Fitosociologia

### Areale alpino
Dal punto di vista fitosociologico alpino Glyceria notata appartiene alla seguente comunità vegetale:
- Formazione: comunità delle megaforbie acquatiche

- Classe: Phragmito-Magnocaricetea Klika, 1941

- Ordine: Phragmitetalia communis Koch, 1926

- Alleanza: Glycerio-Sparganion Br.-Bl. & Sissingh, 1942

### Areale italiano
Per l'areale completo italiano Glyceria notata appartiene alla seguente comunità vegetale:
- Macrotipologia: vegetazione anfibia di fiumi, sorgenti e paludi.

- Classe: Phragmito australis-Magnocaricetea elatae Klika in Klika & Novák, 1941

- Ordine: Nasturtio officinalis-Glycerietalia fluitantis Pignatti, 1953

- Alleanza: Glycerio fluitantis-Sparganion neglecti Br.-Bl. & Sissingh, 1942

Descrizione. L'alleanza Glycerio fluitantis-Sparganion neglecti è relativa alle comunità seminatanti o emerse di acque stagnanti o leggermente fluenti. Si tratta di una cenosi di specie anfibie che crescono lungo ruscelli o piccoli corsi fluviali, ma anche canali e stagni, in genere su accumuli di sedimento a grana fine. Gli ambienti sono sia disturbati che naturali. Questa alleanza è molto diffusa in tutta Europa, in Italia è comune nel centro-nord, più rara nel sud.
Specie presenti nell'associazione: Sparganium erectum, Glyceria fluitans, Nasturtium officinale, Veronica anagallis-aquatica, Scrophularia umbrosa, Berula erecta.

## Tassonomia
La famiglia delle Poacee comprende circa 800 generi e oltre 9.000 specie. È una delle famiglie più numerose e più importanti del gruppo delle monocotiledoni. La famiglia è suddivisa in 12 sottofamiglie, il genere Glyceria fa parte della sottofamiglia Pooideae, tribù Meliceae.

### Filogenesi
Il genere di questa specie (Glyceria) fa parte della supertribù Melicodae Soreng, 2017 (tribù Meliceae Link ex Endl., 1830). La supertribù Melicodae, dal punto di vista filogenetico, è la seconda supertribù, dopo la supertribù Nardodae Soreng, 2017, ad essersi evoluta nell'ambito della sottofamiglia Pooideae.
All'interno del genere Glyceria la specie di questa voce è inserita nella sezione Glyceria.
Per il genere di questa voce sono descritte le seguenti sinapomorfie: (1) le venature dei lemmi sono prominenti e non convergono all'apice; (2) gli stami sono due o tre.
Il numero cromosomico di G. notata è: 2n = 40.

### Sinonimi
Questa entità ha avuto nel tempo diverse nomenclature. L'elenco seguente indica alcuni tra i sinonimi più frequenti:
- Glyceria acutiuscula H.Scholz
- Glyceria fluitans subsp. plicata  Fr.
- Glyceria fluitans var. plicata  (Fr.) Griseb.
- Glyceria plicata  (Fr.) Fr.
- Glyceria plicata var. scabriflora  Hack.
- Glyceria plicata var. triticea  Lange
- Glyceria turcomanica  Kom.
- Panicularia plicata  (Fr.) Druce